# جعفرآباد نامتلو
جعفرآبادنامتلو، روستایی از توابع بخش فندرسک شهرستان رامیان در استان گلستان در ایران است.

## جمعیت
این روستا در دهستان فندرسک جنوبی قرار دارد و براساس سرشماری مرکز آمار ایران در سال۱۳۹۹، جمعیت آن۱۴۸۹ نفر (۲۴۷خانوار) بوده است.